# Елжбета Витек
Елжбѐта Барба̀ра Вѝтек, с родово име Зба̀нух (на полски: Elżbieta Barbara Witek) е полска учителка и политик. Депутат в Сейма V, VI, VII, VIII и IX мандат. В годините 2015 – 2017 е министър без портфейл в правителството на Беата Шидло. През 2019 година е министър на вътрешните работи и администрацията в правителството на Матеуш Моравецки, маршал на Сейма от 9 август 2019 година.
Родена е на 17 декември 1957 година в град Явор. През 1980 година завършва история във Вроцлавския университет и започва работа като учител в родния си град. Същата година става член на синдиката „Солидарност“. За участие в манифестация на 31 август 1982 година, пребивава три месеца в арест, след което е уволнена от работа. От 1991 година е директор на Второ начално училище в Явор.
Политическата и кариера започва през 2001 година, участвайки в изборите за Сейм от листата на „Право и справедливост“.